# Kuznetskurva

Kuznetskurvan med ojämlikhet ställt i förhållande till inkomstnivå per capita i en ekonomi.

 En Kuznetskurva eller Kuznets kurva visar relationen mellan rikedomsspridning och ekonomisk utveckling så som den ses av den amerikanske ekonomen och nobelpristagaren Simon Kuznets.

## Innebörd
Kuznetskurvan karakteriseras av en tilltagande ojämlikhet i utvecklande ekonomier fram till en vändpunkt varefter vilken ekonomisk utveckling leder till ökad jämlikhet. Teoretiskt förklaras detta genom att tidiga stadier av industrialisering sammanfaller med stora investeringar i realkapital. Vinsterna från dessa tenderar att koncentreras hos investerare. Den kritiska vändpunkten sker när drivkraften för en ekonomisk tillväxt skiftat från att vara baserad på realkapital till att vara baserad på humankapital. I ett alltför ojämlikt samhälle finns inte tillräckliga ekonomiska medel för fattiga att utbilda sig, något som  i tilltagande grad efter vändpunkten kommer att vara skadligt för tillväxten. Fortsatt tillväxt kommer därför att bero på en jämnare resursfördelning som kan bidra till starkare humankapital.
Kuznets baserade den på långtidsdata från tre länder - Storbritannien, Tyskland och Frankrike. Under denna period tog sig länderna ur den stora depressionen, genomlevde två världskrig och hade stora offentliga investeringar i sjukvård, skola och sociala trygghetssystem.  Kuznet har själv sagt om sina hypoteser att de hörde till en specifik historisk kontext och inte passar till generaliseringar.

## Andra användningsområden
Sambandet från Kuznetskurvan har sedan 90-talet också applicerats på ekonomiers utsläppsnivåer. Teorin om miljökuznetskurvan eller Environmental Kuznets Curve (EKC) förutsätter lägre utsläppsnivåer för till exempel svaveloxider efter en viss ekonomisk utvecklingsnivå.